# Shannon-Erne Waterway
Shannon-Erne Waterway (irl. Uiscebhealach na Sionainne is na hÉirne) – kanał łączący rzekę Erne w Irlandii Północnej z najdłuższą rzeką Irlandii, Shannon. Zarządzany jest przez spółkę Waterways Ireland. Długość kanału wynosi 63 km, znajduje się na nim 16 śluz. Został oddany do eksploatacji w 1860 roku. Zamknięty w 1870 roku z powodów ekonomicznych. Ponowne otwarcie kanału po renowacji odbyło się w Teemore 23 maja 1994 roku.
Śluzy
- Corraquill
- Ballyconnell
- Skelan
- Aghoo
- Ardrum
- nienazwana
- Ballyduff
- Castlefore
- 3 śluzy Kilclare
- Lisconor
- Newbrook
- Drumduff
- Tirmactiernan
- Killarcan